# Беспорядки в Косове (2004)
Мартовские события в Косове (серб. Мартовски погром 2004., алб. Trazirat e vitit 2004 në Kosovë) — беспорядки в Косово, вспыхнувшие 17 марта 2004 года, охарактеризованные сербским руководством как этнические чистки. Во время беспорядков 27 гражданских лиц было убито. 4000 человек были вынуждены покинуть дома, 800 домов и 36 православных церквей были повреждены или уничтожены.
В некоторых источниках события также называют «Мартовский погром» и «Хрустальная ночь».

## Предыстория
Этнические конфликты и территориальные споры стали причиной Косовской войны. После окончания войны, сербские войска и полицейские силы были выведены из Косова и Метохии. С 1999 года край находился под управлением администрации ООН. Под эгидой ООН была создана администрация в Косове (МООНК) и введены войска НАТО (KFOR).
После этого территорию Косова покинуло 150 000—250 000 человек неалбанской национальности. Оставшиеся на территории края сербы жили в анклавах, которые охранялись миротворческими силами. Однако насилие продолжалось и после окончания войны. Сербы в Косове подвергались постоянным запугиваниям и преследованиям, хотя уровень насилия снизился после окончания войны. Были зафиксированы многократные факты нападения на сербские православные церкви, памятники и другие культурные объекты. Большое число сербских культурных и религиозных объектов в Косове были разрушены. Также столкновения вспыхивали на севере Косова, где сербы составляли большинство населения и албанцы подвергались преследованиям.

## Беспорядки
Беспорядки начались 15 марта 2004 года, после того как неизвестными был убит сербский подросток Йовица Ивич в деревне Чаглавица. Местные сербы в знак протеста провели митинг и перекрыли движение транспорта. 16 марта трое албанских детей из деревни Чабар утонули в реке Ибар. Было выдвинуто предположение, что этих детей утопили сербы, отомстив за убитого сербского подростка. Однако это утверждение так и не было доказано. 17 марта тысячи албанцев в южной части города Косовска-Митровица собрались на митинг, посвященный утонувшим детям. В северной части города собралась толпа сербов. Враждующие стороны подошли к мосту через Ибар, разделяющему город на сербскую и албанскую части. Миротворческим силам пришлось применить резиновые пули, слезоточивый газ, шумовые гранаты, чтобы предотвратить столкновение сербов и албанцев. Тем не менее в результате столкновений погибли 8 человек (6 албанцев и 2 серба) было ранено около 300 человек. Также были ранены 11 миротворцев (двое из которых — очень серьёзно).

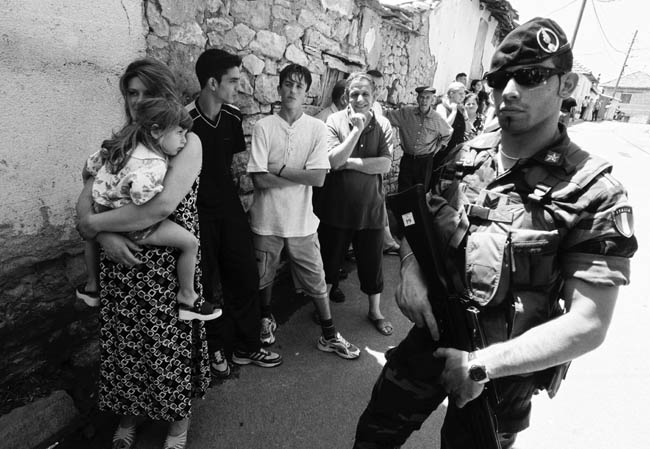
Итальянские солдаты KFOR в Ораховаце охраняют сербов

Насилие продолжилось 18 марта во многих населённых пунктах Косова. Столкновения произошли также в Липляне, Обиличе, Приштине. В ходе беспорядков были ранены около 600 человек, в том числе и представители миротворческого контингента. Были уничтожены 110 домов и 16 церквей. Также около 3600 человек остались без крова в результате беспорядков.

## Реакция Сербии

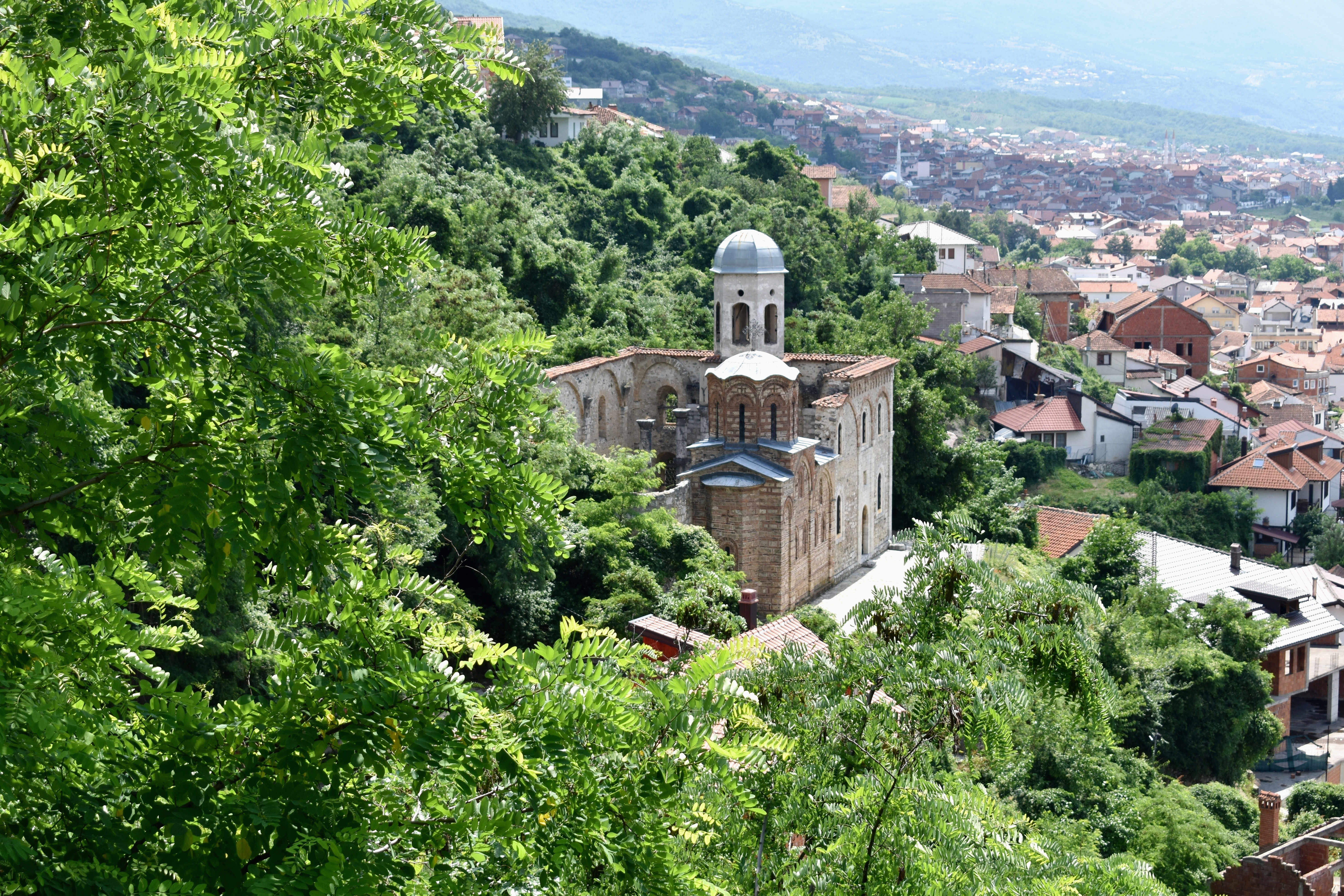
Разрушенная сербская православная церковь Святого Спаса в Призрене

События в Косове вызвали бурную реакцию в Сербии. 17 марта толпы людей вышли на улицы Белграда, Нови-Сада и Ниша. В стране устраивали акции протеста против насилия в отношении сербов в Косове. Несмотря на призывы к спокойствию деятелей Сербской Православной Церкви, в Белграде была подожжена мечеть Байракли. В Нише демонстранты скандировали «Убей албанца!» и подожгли местную мечеть. Однако прибытие полиции и пожарных предотвратило полное уничтожение мечетей в Белграде и Нише. Кроме того представители национальных меньшинств (турки, горанцы и албанцы) подверглись нападению в Нови Саде.
Сербское правительство решительно осудило насилие в Косове. Премьер-министр Сербии Воислав Коштуница, заявил: «События на севере Косова и Метохии выявили истинную природу албанского сепаратизма, его бурный и террористический характер. Сербское правительство делает всё возможное, чтобы остановить террор в Косово». Также Коштуница подверг резкой критике НАТО и ООН за бездействие и нежелание остановить кровопролитие в Косове .
Министр по делам национальных меньшинств Сербии и Черногории Расим Ляич заявил: «То, что сейчас происходит в Косово подтверждает две вещи: коллапс международной миссии и полный разгром международного права».
Нейбоша Чович, представитель сербского правительства по вопросам Косова 18 марта прибыл в Косовску-Митровицу, чтобы взять ситуацию под контроль. Также сербские силы безопасности усилили охрану границы между Косовом и Центральной Сербией, чтобы не допустить проникновение радикально настроенных сербов в Косово.
«Союз сербов в Косово и Метохии» расценил мартовские события как геноцид. Представители организации направили письма сербскому и русскому патриархам, а также президенту России Владимиру Путину.

## Международная реакция
Международное сообщество было застигнуто врасплох вспышкой насилия в Косове. Мартовские события в 2004 году стали самыми масштабными столкновениями между сербами и албанцами в Косове после окончания войны. KFOR объявило о закрытии границы между Косовом и остальной Сербией, а 18 марта НАТО приняло решение отправить ещё 1000 военнослужащих в Косово.
ООН и ЕС призвали косовских албанцев и косовских сербов к спокойствию и прекращению насилия. Генеральный секретарь ООН Кофи Анан призвал стороны к сотрудничеству с миротворческой миссией в Косове и призвал косовских албанцев соблюдать права всех национальных меньшинств Косова. ОБСЕ назвала мартовские события спланированной акцией по изгнанию оставшихся сербов с территории Косова и Метохии.
В ходе беспорядков по крайней мере 19 человек погибли (11 албанцев и 8 сербов) и более 1000 были ранены. Около 730 домов, в основном принадлежащих сербам, а также 36 православных церквей, монастырей и других объектов были значительно повреждены и разрушены. 4100 человек стали беженцами. 82 % беженцев были сербами, которые были вынуждены покинуть свои дома. Также потеряли крышу над головой представители других этнических меньшинств (цыгане, ашкали). Также 350 албанцев были вынуждены покинуть свои дома в районах где большинство населения были сербы (районы Косовской-Митровицы и Лепосавич).
Россия и Сербия и Черногория призвали провести срочное совещание Совета Безопасности ООН, с целью осуждения насилия в Косове. 19 марта Государственная Дума России призвала вернуть сербские войска на территорию Косова и Метохии. Помимо этого, Россия осудила KFOR и МООНК за неспособность предотвратить насилие.
Правительство Албании решительно выступило против насильственных действий албанцев Косова и заявило, что будет делать все возможное, чтобы остановить насилие и успокоить албанское население.

## Реакция косовских албанцев
Президент самопровозглашенной Республики Косово Ибрагим Ругова и премьер-министр Байрам Реджепи осудили насилие и призвали к миру в Косове. Хашим Тачи бывший лидер Армии освобождения Косова отверг этническое разделение Косова и заявил, что гарантией мира и стабильности станет независимость Косова. Также он заявил: Косово, НАТО и Запад отвоёвывали Косово не только для албанцев. Насилие не является способом решения проблем, насилие только создает проблемы.
Косовская полиция создала специальную следственную группу для расследования дел, касающихся беспорядков в марте 2004 года. По состоянию на март 2010 года 143 жителя Косова албанской национальности были осуждены, из которых 67 человек были приговорены к лишению свободы на срок более одного года.

## Жертвы и разрушения
Насилие быстро распространилось на территории Косова. Сербские анклавы, церкви и культурные центры подверглись нападению албанцев. Некоторые из этих объектов должны были охранять силы KFOR. В ходе беспорядков 16 косовских сербов были убиты:
- Бело-Поле — были совершены нападения на сербов
- Чаглавица — были сожжены 11 сербских домов, убито 5 сербов. Ранено 17 шведских миротворцев
- Косово-Поле — были сожжены сербские дома и больница
- Липляне — перестрелки между KFOR и албанцами. Нападение на православную церковь
- Печ — нападение албанцев на здания миротворческой миссии
- Приштина — немногочисленные сербы были изгнаны из города, осквернение православной церкви Святого Николая
- Гнилане — все сербы были изгнаны и эвакуированы
- Черница — все сербы изгнаны, убито 3 серба
- Свиряне — было убито 4 серба
- Обилич — все сербские дома сожжены, все сербы изгнаны
- Витина — атаку на православную церковь остановили американские солдаты. Сербский священник был ранен, также сожжены все сербские дома
- Штрпче — 2 серба убито
- Грабац — все сербы были эвакуированы

18 марта Сербская Православная Церковь опубликовала заявление в котором сообщила о ряде нападений на православные храмы и монастыри в Косове:
- Призрен
  - Церковь Богородица Левишка (XII век) — была подожжена 17 марта
  - Церковь Святого Спаса (XIV век)
  - Собор Священномученика Георгия (XIV век)
  - Монастырь Святых Архангелов (XIV век)
  - Церковь Святого Георгия (XV век)
- Печ
  - Церковь Иоанна Предтечи — была сожжена 17 марта
- Подуево
  - Церковь Святого Илии — была разрушена, также было осквернено сербское кладбище[20]
  - Церковь Святого Николая (XIX век)
- Джяковица
  - Храм Вознесения Господня (XIX век) — был сожжен 17 марта
- Урошевац
  - Собор Святого Уроша
- Косово-Поле
  - Церковь Святого Николая (XIX век)
  - Церковь Святой Екатерины (XIX век)
- Гнилане
  - Церковь Святого Николая Чудотворца
- Приштина
  - Церковь Святого Николая (XIX век)
- Вучитрн
  - Церковь Святого Илии — был сожжён
- Южная часть Косовской-Митровицы
  - Церковь Святого Саввы — была подожжена 18 марта, также осквернено сербское кладбище
- Србица
  - Девичский женский монарстырь. Монахинь эвакуировали датские солдаты, монастырь был разграблен и сожжён
- Стимле
  - Церковь Михаила Архангела — была подожжена
- Ораховац
  - Бела Црква — была подожжена
- Витина
  - Две разрушенных церкви
- Обилич
  - Была сожжена церковь